# Gouvernement Kaj Leo Johannesen I
Îles Féroé
Jóannes Eidesgaard II Kaj Leo Johannesen II

## Composition initiale (26 septembre 2008)
| Portefeuille                                 | Titulaire | Titulaire             | Parti |
| -------------------------------------------- | --------- | --------------------- | ----- |
| Premier ministre                             |           | Kaj Leo Johannesen    | SB    |
| Vice-Premier ministre Ministre de l'étranger |           | Jørgen Niclasen       | FF    |
| Ministre des Finances                        |           | Jóannes Eidesgaard    | SPD   |
| Ministre de la Santé                         |           | Hans Pauli Strøm      | SPD   |
| Ministre de la Culture                       |           | Helena Dam á Neystabø | SPD   |
| Ministre du Commerce et de l'Industrie       |           | Johan Dahl            | SB    |
| Ministre des Pêches                          |           | Jacob Vestergaard     | FF    |
| Ministre des Affaires sociales               |           | Rósa Samuelsen        | SB    |
| Ministre des Affaires intérieures            |           | Annika Olsen          | FF    |

## Remaniement (16 juillet 2009)
| Portefeuille                                 | Titulaire | Titulaire             | Parti |
| -------------------------------------------- | --------- | --------------------- | ----- |
| Premier ministre                             |           | Kaj Leo Johannesen    | SB    |
| Vice-Premier ministre Ministre de l'étranger |           | Jørgen Niclasen       | FF    |
| Ministre des Finances                        |           | Jóannes Eidesgaard    | SPD   |
| Ministre de la Santé                         |           | Aksel V. Johannesen   | SPD   |
| Ministre de la Culture                       |           | Helena Dam á Neystabø | SPD   |
| Ministre du Commerce et de l'Industrie       |           | Johan Dahl            | SB    |
| Ministre des Pêches                          |           | Jacob Vestergaard     | FF    |
| Ministre des Affaires sociales               |           | Rósa Samuelsen        | SB    |
| Ministre des Affaires intérieures            |           | Annika Olsen          | FF    |

## Remaniement (19 janvier 2011)
| Portefeuille                                                     | Titulaire | Titulaire             | Parti |
| ---------------------------------------------------------------- | --------- | --------------------- | ----- |
| Premier ministre                                                 |           | Kaj Leo Johannesen    | SB    |
| Vice-Premier ministre Ministre de l'étranger Ministre des Pêches |           | Jacob Vestergaard     | FF    |
| Ministre des Finances                                            |           | Jóannes Eidesgaard    | SPD   |
| Ministre de la Santé                                             |           | Aksel V. Johannesen   | SPD   |
| Ministre de la Culture                                           |           | Helena Dam á Neystabø | SPD   |
| Ministre du Commerce et de l'Industrie                           |           | Johan Dahl            | SB    |
| Ministre des Affaires sociales                                   |           | Rósa Samuelsen        | SB    |
| Ministre des Affaires intérieures                                |           | Annika Olsen          | FF    |

## Remaniement (21 février 2011)
| Portefeuille                                                     | Titulaire | Titulaire             | Parti |
| ---------------------------------------------------------------- | --------- | --------------------- | ----- |
| Premier ministre                                                 |           | Kaj Leo Johannesen    | SB    |
| Vice-Premier ministre Ministre de l'étranger Ministre des Pêches |           | Jacob Vestergaard     | FF    |
| Ministre des Finances                                            |           | Aksel V. Johannesen   | SPD   |
| Ministre de la Santé                                             |           | John Johannessen      | SPD   |
| Ministre de la Culture                                           |           | Helena Dam á Neystabø | SPD   |
| Ministre du Commerce et de l'Industrie                           |           | Johan Dahl            | SB    |
| Ministre des Affaires sociales                                   |           | Rósa Samuelsen        | SB    |
| Ministre des Affaires intérieures                                |           | Annika Olsen          | FF    |

## Remaniement (6 avril 2011)
| Portefeuille                                               | Titulaire | Titulaire             | Parti |
| ---------------------------------------------------------- | --------- | --------------------- | ----- |
| Premier ministre                                           |           | Kaj Leo Johannesen    | SB    |
| Vice-Premier ministre Ministre des Finances                |           | Aksel V. Johannesen   | SPD   |
| Ministre de la Santé                                       |           | John Johannessen      | SPD   |
| Ministre de la Culture                                     |           | Helena Dam á Neystabø | SPD   |
| Ministre du Commerce et de l'Industrie Ministre des Pêches |           | Johan Dahl            | SB    |
| Ministre des Affaires sociales                             |           | Rósa Samuelsen        | SB    |
| Ministre des Affaires intérieures                          |           | John Johannessen      | SPD   |

Ministre de l'étranger est supprimé. 

## Remaniement (4 mai 2011)
| Portefeuille                                               | Titulaire | Titulaire             | Parti |
| ---------------------------------------------------------- | --------- | --------------------- | ----- |
| Premier ministre                                           |           | Kaj Leo Johannesen    | SB    |
| Vice-Premier ministre Ministre des Finances                |           | Aksel V. Johannesen   | SPD   |
| Ministre de la Santé Ministre des Affaires intérieures     |           | John Johannessen      | SPD   |
| Ministre de la Culture                                     |           | Helena Dam á Neystabø | SPD   |
| Ministre du Commerce et de l'Industrie Ministre des Pêches |           | Johan Dahl            | SB    |
| Ministre des Affaires sociales                             |           | Rósa Samuelsen        | SB    |